# Стшалкув (Лодзинське воєводство)
Стшалкув (пол. Strzałków) — село в Польщі, у гміні Радомсько Радомщанського повіту Лодзинського воєводства.
Населення — 1845 осіб (2011).
У 1975-1998 роках село належало до Пйотрковського воєводства.

## Демографія
Демографічна структура станом на 31 березня 2011 року:
|          | Загалом | Допрацездатний вік | Працездатний вік | Постпрацездатний вік |
| -------- | ------- | ------------------ | ---------------- | -------------------- |
| Чоловіки | 925     | 194                | 638              | 93                   |
| Жінки    | 920     | 181                | 517              | 222                  |
| Разом    | 1845    | 375                | 1155             | 315                  |